# Ceyhan (stad)
Ceyhan (uitspraak jey-han) is een stad in het zuiden van Turkije, op ongeveer 18 kilometer van de Middellandse Zeekust. Er is ook een rivier die de Ceyhan heet en nabij de stad haar monding heeft. De stad ligt in de provincie Adana en heeft ongeveer 153.368 inwoners.

## Olie
Nabij Ceyhan is een belangrijke oliehaven omdat enkele pijpleidingen er eindigen, waaronder de Bakoe-Tbilisi-Ceyhan-pijpleiding, die aardolie uit Azerbeidzjan en Centraal-Azië naar Turkije brengt. De BTC-olieterminal in de haven van Ceyhan heeft een oppervlakte van 144 hectare. Er staan zeven opslagtanks voor olie, elk met een capaciteit van een miljoen vaten, en er is een steiger van 2,6 kilometer lang waaraan twee tankers van elk maximaal 300.000 ton draagvermogen kunnen worden geladen. De terminal is sinds mei 2006 operationeel en heeft een jaarlijkse exportcapaciteit van 50 miljoen ton olie.
Verder zijn er enkele pijpleidingen uit het noorden van Irak (Kirkuk). In 2009 sloten Rusland, Italië en Turkije een deal om een nieuwe oliepijpleiding aan te leggen naar Ceyhan, vanuit Samsun, een Turkse stad aan de Zwarte Zee.

## Geboren
- Levon Boyadjian (van Leo, 1921-2002), fotograaf, opgegroeid in Egypte

- Gemeinsame Normdatei: 7586032-6
- Virtual International Authority File: 243223990

Adana · Ankara · Antalya · Aydın · Balıkesir · Bursa · Denizli · Diyarbakır · Gaziantep · Kayseri · Mersin · Istanbul · İzmir · İzmit · Konya · Şanlıurfa
Adapazarı · Antiochië (Antakya) · Erzurum · Eskişehir · Kahramanmaraş · Malatya · Manisa · Mardin · Muğla · Altınordu · Samsun · Tekirdağ · Trabzon · Van
Adıyaman · Afyonkarahisar · Ağrı · Akhisar · Aksaray · Alanya · Batman · Bolu · Çanakkale · Ceyhan · Çorlu · Çorum · Darıca · Derince · Düzce · Edirne · Elazığ · Erzincan · Gebze · Giresun · İnegöl · İskenderun · Isparta · Karabük · Karaman · Kırıkkale · Kırşehir · Körfez · Kütahya · Lüleburgaz · Nazilli · Niğde · Osmaniye · Rize · Siirt · Sivas · Tarsus · Tokat · Turgutlu · Uşak · Yalova ·  Zonguldak